# Guillem de Mediona
Guillem de Mediona —també anomenat Guillem d’Oló— (Santa Maria d'Oló, Bages, ? – Argençola, Anoia, 1032) fou un cavaller levita (diaca) que es casà amb Arsenda i fou pare de quatre fills. Fill de Sisemund d'Oló i net del vescomte de Girona Guiniguís Mascaró, era un home d’empenta, de frontera, bon coneixedor dels problemes que s'hi donaven. Senyor feudal d’una part de les terres de la Catalunya Nova: Mediona, Oló, Clariana, Castellar, Calaf, Aguilar, Tous, Montbui i Corbera. Conjuntament amb Arnau Mir de Tost i Mir Geribert, possiblement van ser les persones més conegudes i influents d’aquella època, després de l'alta noblesa. L’any 1015 rebé del bisbe Borrell de Vic l’encàrrec de repoblar la zona de Calaf, i l’any 1023 del bisbe Oliba els castells de Tous i Montbui amb el mateix comès. A la mort de Guillem, en una batalla amb els musulmans, les seves possessions van passar a mans del seu fill Ermengol, clergue, i a la mort d’aquest van passar al seu net, també anomenat Guillem. A la mort d’aquest tercer van tornar a mans del bisbat de Vic.